# Molmkogeltjes
De molmkogeltjes (Corylophidae) zijn een familie van kevers (Coleoptera) in de onderorde van de Polyphaga.

## In Nederland waargenomen soorten
- Genus: Arthrolips
  - Arthrolips nana
  - Arthrolips obscura
  - Arthrolips picea
- Genus: Clypastraea
  - Clypastraea pusilla
- Genus: Corylophus
  - Corylophus cassidoides
- Genus: Orthoperus
  - Orthoperus atomarius
  - Orthoperus atomus
  - Orthoperus brunnipes
  - Orthoperus corticalis
  - Orthoperus nigrescens
  - Orthoperus pilosiusculus
  - Orthoperus rogeri
- Genus: Sericoderus
  - Sericoderus lateralis